# E-Prix di Città del Messico 2018
L'E-Prix di Città del Messico 2018 è stato il quinto appuntamento della quarta stagione del campionato di Formula E, destinato ai soli veicoli elettrici. La gara è stata vinta da Daniel Abt, su Audi Sport ABT, che ha conquistato la sua prima vittoria nella categoria, dopo la conquista della pole position da parte di Felix Rosenqvist.

## Risultati[1]

### Qualifiche
| Pos. | N. | Pilota                 | Squadra          | Qualifica | Gap    | SuperPole | Gap    | Griglia |
| ---- | -- | ---------------------- | ---------------- | --------- | ------ | --------- | ------ | ------- |
| 1    | 19 | Felix Rosenqvist       | Mahindra         | 1:01.676  | +0.008 | 1:01.645  | —      | 1       |
| 2    | 36 | Alex Lynn              | DS Virgin Racing | 1:01.830  | +0.162 | 1:02.014  | +0.369 | 10      |
| 3    | 16 | Oliver Turvey          | NIO              | 1:01.777  | +0.109 | 1:02.172  | +0.527 | 2       |
| 4    | 9  | Sébastien Buemi        | Renault-e.Dams   | 1:01.668  | —      | 1:02.510  | +0.865 | 3       |
| 5    | 28 | António Félix da Costa | Andretti         | 1:01.772  | +0.104 | —         | —      | 4       |
| 6    | 66 | Daniel Abt             | Audi Sport ABT   | 1:01.885  | +0.217 |           |        | 5       |
| 7    | 25 | Jean-Éric Vergne       | Techeetah        | 1:01.962  | +0.294 |           |        | 6       |
| 8    | 3  | Nelson Piquet Jr.      | Jaguar           | 1:01.964  | +0.296 |           |        | 7       |
| 9    | 2  | Sam Bird               | DS Virgin Racing | 1:02.007  | +0.339 |           |        | 19      |
| 10   | 23 | Nick Heidfeld          | Mahindra         | 1:02.023  | +0.355 |           |        | 8       |
| 11   | 18 | André Lotterer         | Techeetah        | 1:02.057  | +0.389 |           |        | 9       |
| 12   | 1  | Lucas Di Grassi        | Audi Sport ABT   | 1:02.079  | +0.411 |           |        | 20      |
| 13   | 5  | Maro Engel             | Venturi          | 1:02.091  | +0.423 |           |        | 11      |
| 14   | 20 | Mitch Evans            | Jaguar           | 1:02.135  | +0.467 |           |        | 12      |
| 15   | 6  | José María López       | Dragon Racing    | 1:02.264  | +0.596 |           |        | 13      |
| 16   | 7  | Jérôme d'Ambrosio      | Dragon Racing    | 1:02.360  | +0.692 |           |        | 14      |
| 17   | 8  | Nico Prost             | Renault-e.Dams   | 1:02.377  | +0.709 |           |        | 15      |
| 18   | 27 | Tom Blomqvist          | Andretti         | 1:02.443  | +0.775 |           |        | 16      |
| 19   | 36 | Luca Filippi           | NIO              | 1:02.508  | +0.840 |           |        | 17      |
| 20   | 4  | Edoardo Mortara        | Venturi          | 1:03.416  | +1.748 |           |        | 18      |

### Gara
| Pos. | N. | Pilota                 | Squadra          | Giri | Tempo/Ritiro       | Griglia | Punti |
| ---- | -- | ---------------------- | ---------------- | ---- | ------------------ | ------- | ----- |
| 1    | 66 | Daniel Abt             | Audi Sport ABT   | 47   | 50:45.164          | 5       | 25    |
| 2    | 16 | Oliver Turvey          | NIO              | 47   | +6.398             | 2       | 18    |
| 3    | 9  | Sébastien Buemi        | Renault-e.Dams   | 47   | +6.615             | 3       | 15    |
| 4    | 3  | Nelson Piquet Jr.      | Jaguar           | 47   | +7.015             | 7       | 12    |
| 5    | 25 | Jean-Éric Vergne       | Techeetah        | 47   | +7.546             | 6       | 10    |
| 6    | 20 | Mitch Evans            | Jaguar           | 47   | +9.050             | 12      | 8     |
| 7    | 28 | António Félix da Costa | Andretti         | 47   | +17.157            | 4       | 6     |
| 8    | 4  | Edoardo Mortara        | Venturi          | 47   | +26.511            | 18      | 4     |
| 9    | 1  | Lucas Di Grassi        | Audi Sport ABT   | 47   | +29.208            | 20      | 3     |
| 10   | 36 | Alex Lynn              | DS Virgin Racing | 47   | +29.515            | 10      | 1     |
| 11   | 7  | Jérôme d'Ambrosio      | Dragon Racing    | 47   | +30.418            | 14      |       |
| 12   | 6  | José María López       | Dragon Racing    | 47   | +31.859            | 13      |       |
| 13   | 18 | André Lotterer         | Techeetah        | 47   | +36.206            | 9       |       |
| 14   | 68 | Luca Filippi           | NIO              | 47   | +38.336            | 17      |       |
| 15   | 27 | Tom Blomqvist          | Andretti         | 47   | +38.592            | 16      |       |
| 16   | 5  | Maro Engel             | Venturi          | 47   | +44.689            | 11      |       |
| 17   | 2  | Sam Bird               | DS Virgin Racing | 47   | +44.982            | 19      |       |
| Rit  | 8  | Nico Prost             | Renault-e.Dams   | 36   | Incidente          | 15      |       |
| Rit  | 19 | Felix Rosenqvist       | Mahindra         | 34   | Perdita di potenza | 1       | 3     |
| Rit  | 23 | Nick Heidfeld          | Mahindra         | 27   | Perdita di potenza | 8       |       |

## Classifiche
Classifica Piloti
| +/– | Pos | Pilota            | Punti    |
| --- | --- | ----------------- | -------- |
|     | 1   | Jean-Éric Vergne  | 81       |
|     | 2   | Felix Rosenqvist  | 69 (–12) |
|     | 3   | Sam Bird          | 61 (–20) |
|     | 4   | Sébastien Buemi   | 52 (–29) |
|     | 5   | Nelson Piquet Jr. | 45 (–36) |

Classifica Squadre
| +/– | Pos | Squadra          | Punti    |
| --- | --- | ---------------- | -------- |
|     | 1   | Techeetah        | 99       |
|     | 2   | Mahindra         | 90 (–9)  |
| 1   | 3   | Jaguar           | 74 (–25) |
| 1   | 4   | DS Virgin Racing | 70 (–29) |
|     | 5   | Renault-e.Dams   | 59 (–40) |

## Altre gare
- E-Prix di Santiago 2018
- E-Prix di Punta del Este 2018
- E-Prix di Città del Messico 2017
- E-Prix di Città del Messico 2019